# Trichoderma piluliferum
Trichoderma piluliferum är en svampart som beskrevs av J. Webster & Rifai 1969. Trichoderma piluliferum ingår i släktet Trichoderma och familjen Hypocreaceae.   Inga underarter finns listade i Catalogue of Life.